# Crotalaria shanica
Crotalaria shanica är en ärtväxtart som beskrevs av John Henry Lace. Crotalaria shanica ingår i släktet sunnhampor, och familjen ärtväxter. Inga underarter finns listade i Catalogue of Life.